# Erwin Planck
Erwin Planck (Charlottenburg, Berlim, 12 de março de 1893 — Berlim, 23 de janeiro de 1945) foi um político alemão, combatente da resistência alemã no Terceiro Reich. Foi executado em 1945, após o atentado de 20 de julho de 1944.

## Biografia
Nascido em Berlim, foi o quarto filho do físico Max Planck e sua primeira mulher. Após obter o Abitur em 1911, prestou o serviço militar, visando a carreira de oficial. Na Primeira Guerra Mundial foi rapidamente feito prisioneiro de guerra da França em 1914. Depois da guerra retornou à Alemanha, onde tornou-se ativo no quartel general, onde encontrou nos primeiros dias o major Kurt von Schleicher, de quem foi amigo próximo.